# الرومانسية في العلوم

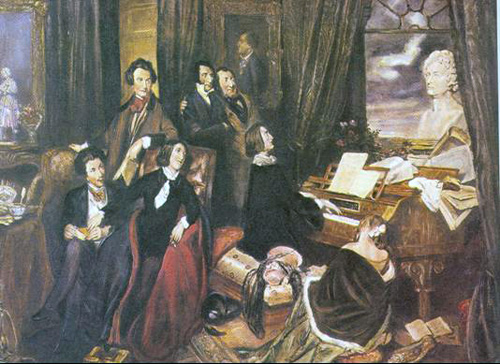

تأثر علم القرن التاسع عشر بشكل كبير بالرومانسية (أو عصر التأمل، حوالي 1800-1840)، وهي حركة فكرية نشأت في أوروبا الغربية كحركة مضادة لتنوير أواخر القرن الثامن عشر. تضمنت الرومانسية العديد من مجالات الدراسة، بما في ذلك السياسة والفنون والعلوم الإنسانية. على عكس الفلسفة الطبيعية الآلية للتنوير، رأى العلماء الأوروبيون في الفترة الرومانسية أن مراقبة الطبيعة تعني فهم الذات وأن معرفة الطبيعة «لا ينبغي الحصول عليها بالقوة». لقد شعروا أن التنوير قد شجع على إساءة استخدام العلوم، وسعوا إلى تطوير طريقة جديدة لزيادة المعرفة العلمية، طريقة شعروا أنها ستكون أكثر فائدة ليس فقط للبشرية ولكن للطبيعة أيضًا.
قدمت الرومانسية عددًا من الموضوعات فقد عززت مناهضة الاختزال (أن الكل أكثر قيمة من الأجزاء وحدها) والتفاؤل المعرفي (كان الإنسان مرتبطًا بالطبيعة)، وشجع الإبداع والخبرة والعبقرية. كما شددت على دور العالم في الاكتشاف العلمي، معتبرة أن اكتساب معرفة بالطبيعة يعني فهم الإنسان أيضًا؛ لذلك، وضع هؤلاء العلماء أهمية كبيرة على احترام الطبيعة. تراجعت الرومانسية ابتداءً من عام 1840 كحركة جديدة، الوضعية، استحوذت على المثقفين، واستمرت حتى حوالي عام 1880. كما هو الحال مع المثقفين الذين أصبحوا في وقت سابق محبطين من التنوير وسعوا إلى نهج جديد للعلم، فقد الناس الآن اهتمامهم بالرومانسية. وسعى إلى دراسة العلوم باستخدام عملية أكثر صرامة.

## علوم الرومانسية مقابل علم التنوير
نظرًا لأن سيطرة حركة التنوير كانت قوية في فرنسا خلال العقود الأخيرة من القرن الثامن عشر، ازدهرت نظرة حركة الرومانسية في العلم في بريطانيا العظمى وخاصة في ألمانيا في النصف الأول من القرن التاسع عشر. سعت كلا الحركتين إلى زيادة الفهم الفردي والثقافي للذات من خلال التعرف على الحدود في المعرفة البشرية عن طريق دراسة الطبيعة والقدرات الفكرية للإنسان. على كلٍ، جاءت الحركة الرومانسية كنتيجة لكراهية المثقفين المتزايدة للمعتقدات التي روجت لها حركة التنوير؛ فقد شعر البعض أن تركيز المفكرين المستنيرين على التفكير العقلاني من خلال المنطق الاستنتاجي واستخدام الرياضيات في الفلسفة الطبيعية قد خلق نهجًا للعلم شديد البرودة حاول التحكم في الطبيعة، بدلًا من التعايش السلمي معها.
وفقًا لفلاسفة حركة التنوير، فإن الطريق إلى المعرفة الكاملة يتطلب تحليل المعلومات حول أي موضوع معين وتقسيم المعرفة إلى فئات فرعية من الفئات الفرعية، وهو ما يعرف باسم الاختزالية. اعتُبر ذلك ضروريًا من أجل المتابعة على ما بناه القدماء من معرفة، مثل بطليموس، ومفكري عصر النهضة، مثل كوبرنيكوس، وكيبلر، وغاليليو. حيث ساد الاعتقاد على نطاق واسع أن القوة الفكرية المطلقة للإنسان وحدها كافية لفهم جميع جوانب الطبيعة. من الأمثلة على علماء حركة التنوير البارزين السير إسحاق نيوتن (الفيزياء والرياضيات)، وغوتفريد لايبنتس (الفلسفة والرياضيات)، وكارلوس لينيوس (طبيب وعالم النبات).

## مبادئ الرومانسية
كان للرومانسية أربعة مبادئ أساسية: «الاتحاد الأصلي بين الإنسان والطبيعة في العصر الذهبي؛ والانفصال اللاحق للإنسان عن الطبيعة وتجزئة القدرات البشرية؛ وقابلية تفسير تاريخ الكون من منظور إنساني، وروحي؛ وإمكانية النجاة من خلال التأمل في الطبيعة».
العصر الذهبي المذكور أعلاه هو إشارة من الميثولوجيا اليونانية والأسطورة إلى عصور الإنسان. سعى المفكرون الرومانسيون إلى إعادة اتحاد الإنسان بالطبيعة وبالتالي اتحاده بحالته الطبيعية.
بالنسبة للرومانسيين، «يجب ألا يحدث العلم أي انفصال بين الطبيعة والإنسان». آمن الرومانسيون بالقدرة الداخلية للبشر على فهم الطبيعة وظواهرها، تمامًا مثل الفلاسفة المستنيرين، لكنهم فضلوا عدم تحليل المعلومات كنوع من التعطش النهم للمعرفة ولم يدافعوا عما اعتبروه تلاعبًا بالطبيعة. لقد نظروا إلى التنوير على أنه «محاولة باردة القلب لانتزاع المعرفة من الطبيعة» والتي وضعت الإنسان فوق الطبيعة بدلًا من كونه جزءًا متناغمًا منها؛ على العكس من ذلك، أراد الرومنسيون «الارتجال في الطبيعة كونها أداة عظيمة». كانت فلسفة الطبيعة مكرسة لملاحظة الحقائق والتجارب الدقيقة، والتي اتبعت نهج «عدم التدخل» لفهم العلم بدرجة أكبر بكثير من حركة التنوير، التي اعتُبرت مسيطرة للغاية.
تضمنت العلوم الطبيعية، وفقًا للرومانسيين، رفض الاستعارات الآلية مقابل الاستعارات العضوية. بعبارة أخرى، اختاروا أن ينظروا إلى العالم على أنه مؤلف من كائنات حية ذات عواطف، وليس كائنات تعمل فقط. قال السير همفري ديفي، المفكر الرومانسي البارز، إن فهم الطبيعة يتطلب «موقفًا من الإعجاب والحب والعبادة... استجابة شخصية». اعتقد بأن المعرفة لا يمكن بلوغها إلا من قبل أولئك الذين يقدرون الطبيعة ويحترمونها حقًا. كان فهم الذات جانبًا مهمًا من الرومانسية. لم يكن له علاقة بإثبات أن الإنسان قادر على فهم الطبيعة (من خلال عقله الناشئ) وبالتالي السيطرة عليها، بل يتعلق أكثر بالنداء العاطفي لربط نفسه بالطبيعة وفهمها من خلال التعايش المتناغم.

## أعمال مهمة في العلوم الرومانسية
عند تصنيف العديد من تخصصات العلوم التي تطورت خلال هذه الفترة، اعتقد الرومانسيون أن تفسيرات الظواهر المختلفة يجب أن تستند إلى حقيقة واقعة، ما يعني أن الأسباب المعروفة بالفعل ستعطي تأثيرات مماثلة في مكان آخر. وبهذه الطريقة أيضًا، كانت الرومانسية مناهضة للاختزال: لم يؤمنوا بأن مكان العلوم غير العضوية هو قمة التسلسل الهرمي بل في الأسفل، تليها علوم الحياة في المرتبة التالية، ويتوضع علم النفس في مرتبة أعلى. يعكس هذا التسلسل الهرمي المُثُل الرومانسية للعلم لأن الكائن الحي ككل يحظى بأولوية مقارنةً بالمادة غير العضوية، كما أن تعقيدات العقل البشري تحظى بالأولوية بدرجة أكبر لأن العقل البشري كان مقدسًا وضروريًا لفهم الطبيعة من حوله وإعادة الاتحاد معها.
تضمنت التخصصات المختلفة لدراسة الطبيعة التي طورتها الرومانسية ما يلي: فلسفة شيلين في الطبيعة؛ وعلم الكون وعلم أصل الكون؛ والتاريخ التطوري لبنية الأرض ومخلوقاتها؛ وعلم الأحياء الجديد؛ واستقصاءات عن الحالات العقلية، الواعية وغير الواعية، الطبيعية وغير الطبيعية؛ وتخصصات تجريبية للكشف عن قوى الطبيعة الخفية – الكهرباء، والمغنطة، والجلفانية، وغيرها من قوى الحياة؛ علم الفراسة، وفراسة الدماغ، وعلم الأرصاد الجوية، وعلم المعادن، وعلم التشريح «الفلسفي»، من بين أمور أخرى.

## فلسفة الطبيعة
في فلسفة الطبيعة لفريدريك شيلن، يشرح شيلن فرضيته المتعلقة بضرورة إعادة اتحاد الإنسان مع الطبيعة؛ كان هذا العمل الألماني هو أول ما حدد المفهوم الرومانسي للعلم ورؤية الفلسفة للطبيعية. أطلق على الطبيعة اسم «تاريخ الطريق إلى الحرية» وشجع على إعادة اتحاد روح الإنسان مع الطبيعة.

### علم الأحياء
أطلق جان باتيست لامارك على «علم الأحياء الجديد» اسم علم الأحياء لأول مرة في عام 1801، وكان «مجالًا علميًا مستقلًا وُلد في نهاية عملية طويلة من تعرية 'الفلسفة الآلية'، والتي تتكون من نشر الوعي بأن ظواهر الطبيعة الحية غير ممكنة الفهم في ضوء قوانين الفيزياء بل تتطلب تفسيرًا مخصصًا». سعت الفلسفة الآلية للقرن السابع عشر إلى تفسير الحياة كنظام من الأجزاء التي تعمل أو تتفاعل مثل الأجزاء الموجودة في الآلة. وضح لامارك أن علوم الحياة يجب أن تنفصل عن العلوم الفيزيائية وقد سعت لإنشاء مجال بحث يختلف عن مفاهيم، وقوانين، ومبادئ الفيزياء. من خلال رفض لامارك للفلسفة الآلية دون التخلي تمامًا عن البحث عن الظواهر المادية التي تحدث في الطبيعة، استطاع الإشارة إلى أن «الكائنات الحية تتمتع بخصائص معينة لا يمكن اختزالها في تلك التي تمتلكها الأجساد المادية» وأن الطبيعة الحية كانت عبارة عن («مجموعة من الأشياء الميتافيزيقية»). لم يقم لامارك «باكتشاف» علم الأحياء؛ بل جمع الأعمال السابقة معًا ونظّمها في علم جديد.